# 240364 Kozmutza
240364 Kozmutza è un asteroide della fascia principale. Scoperto nel 2003, presenta un'orbita caratterizzata da un semiasse maggiore pari a 2,4496937 UA e da un'eccentricità di 0,1568778, inclinata di 2,02912° rispetto all'eclittica.